# Bassofondo

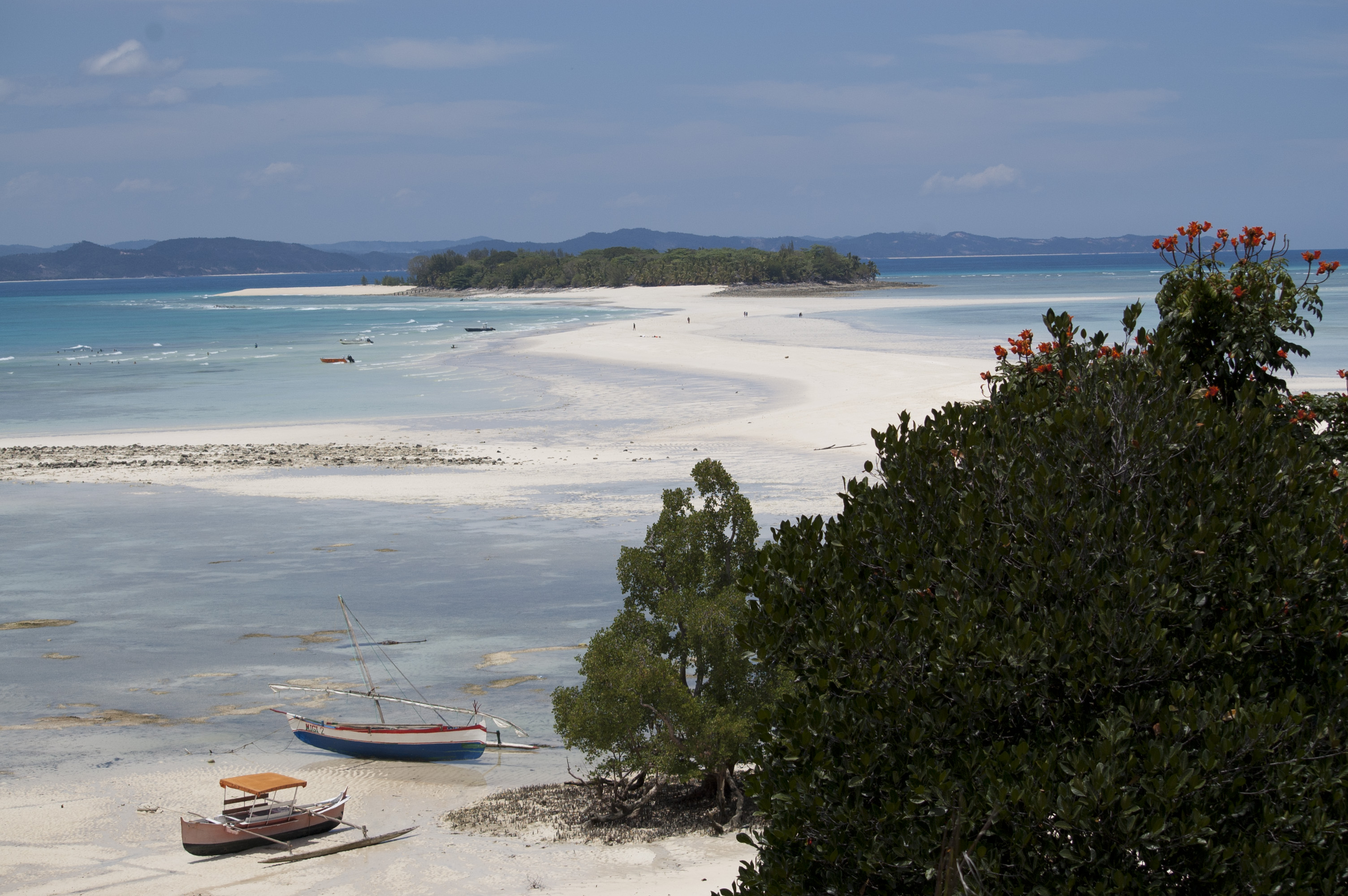
Banco di sabbia tra Nosy Iranja Be e Nosy Iranja Kely
(Nosy Iranja, Madagascar)

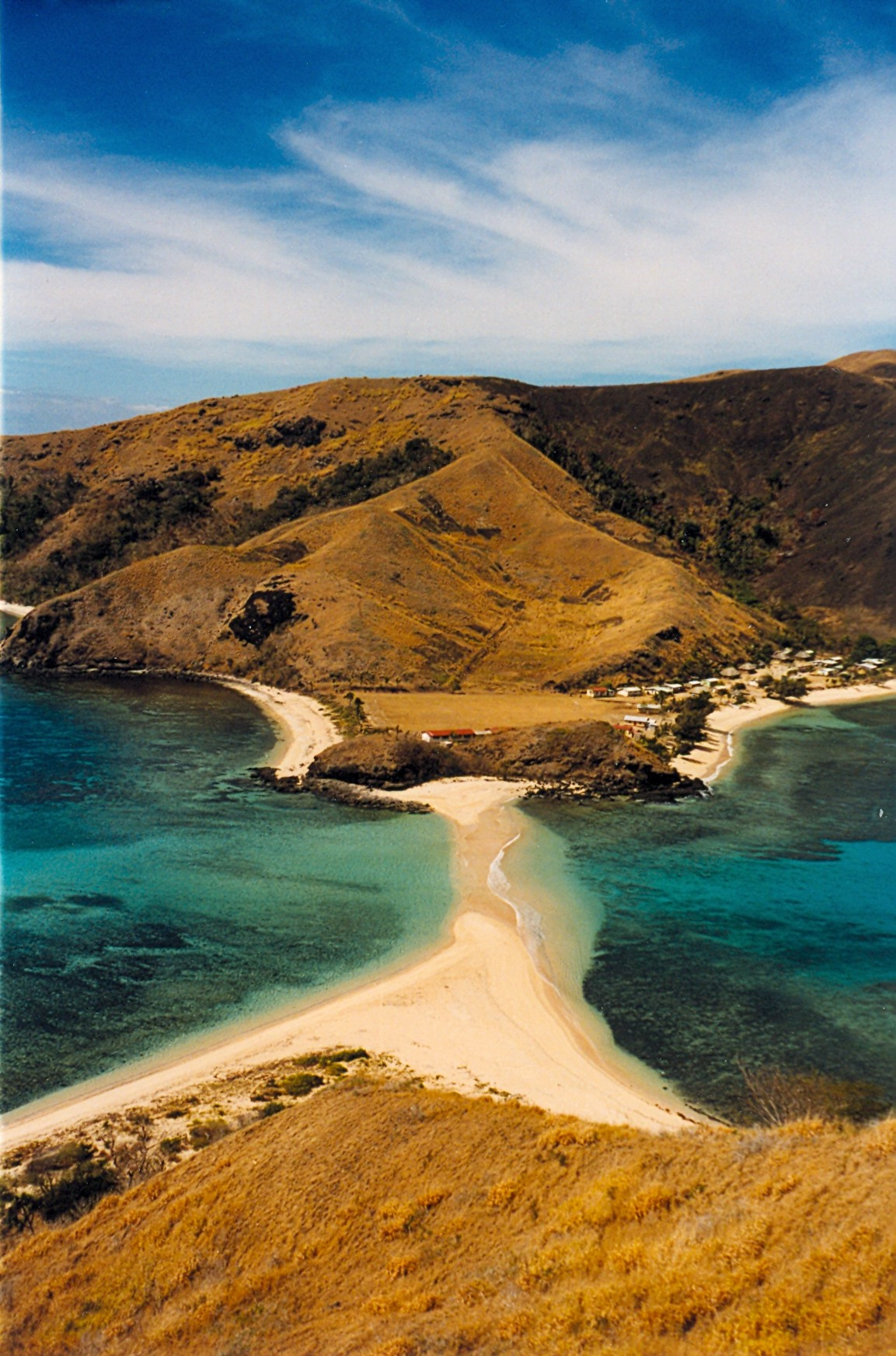
Banco di sabbia che collega le isole di Waya e Wayasewa
(Isole Yasawa, Figi)

Un bassofondo è un fondo marino poco profondo, costituente un rilievo di un fondale. Quando è considerato pericoloso per la navigazione e per le imbarcazioni, un bassofondo è detto secca, altrimenti, se ritenuto innocuo, è detto banco.

## Descrizione
Esistono tre tipologie di bassifondi:
- I rilievi rocciosi e scogli che possono emergere dalle acque.
- I rilievi sabbiosi (banchi di sabbia).
- Rilievi estesi e abbastanza profondi.

### Banco di sabbia
Il banco di sabbia è una distesa di sabbia, ghiaia o altro materiale melmoso, formatasi per effetto dell'erosione e della ri-deposizione su un fondale marino o su un letto di un corso d'acqua e situata appena al di sotto della superficie o a poca profondità.
Data la sua costituzione a base di materiale non consolidato o accumulato, la posizione e dimensione di un banco di sabbia può variare nel corso del tempo a causa delle variabili meteorologiche e delle correnti marine. Per questo motivo può rappresentare un pericolo per la navigazione, ma con la sua presenza contribuisce anche ad attenuare la forza delle onde e all'eterogeneità dell'ambiente, in particolare a causa delle turbolenze, dei vortici e delle correnti indotte dalla loro formazione.
Può diventare un habitat naturale utilizzato come luogo di sosta da foche, trichechi o numerose specie di uccelli che trovano qui anche una fonte di nutrimento..
I banchi di sabbia possono formarsi anche per l'azione combinata dei venti, delle correnti e delle onde o a causa dell'eterogeneità dei substrati di fondo. Due o più banchi di sabbia possono anche essere, o essere stati, tra loro interconnessi attraverso i depositi sedimentari causati dai processi idrografici.

### Libri
- (EN) Julia A. Jackson, James P. Mehl Jr. e Klaus K. E. Neuendorf (a cura di), Glossary of Geology, 5ª ed., Alexandria, Virginia, American Geological Institute, 2005, ISBN 0-922152-76-4.
- (EN) Richard L. Soulsby, Dynamics of Marine Sands A Manual For Practical Applications Compress, Londra, Thomas Telford Publications, 1997, DOI:10.1680/doms.25844, ISBN 9780727725844.

### Articoli
- (FR) Xavier Bertin e Èric Chaumillon, Apports de la modélisation historique sur la compréhension des évolutions des bancs de sable estuariens, in Comptes Rendus Geoscience, vol. 337, n. 15, novembre-dicembre 2005,  pp. 1375-1383, DOI:10.1016/j.crte.2005.06.007.
- (FR) Alexis Berthot e Charita Pattiaeatchi, Mechanisms for the formation of headland-associated linear sandbanks, in Continental Shelf Research, vol. 26, n. 8, giugno 2006,  pp. 987-1004, DOI:10.1016/j.csr.2006.03.004.
- (EN) William D. Grant e Ole Secher Madsen, Combined wave and current interaction with a rough bottom (abstract), in Journal of Geophysical Research, C4, 20 aprile 1979,  pp. 1797-1808, DOI:10.1029/JC084iC04p01797.
- (FR) Nicolas Guillou e Georges Chapalain, Morphogenèse des bancs jouxtant les caps sous l'influence combinée de la marée et de la houle (PDF), in Journées Nationales Génie Côtier – Génie Civil, n. 11, Edition Paralia, 22-25 giugno 2010,  pp. 293-300, DOI:10.5150/jngcgc.2010.035-G.
- (EN) Patrick J. Luyten, John Eric Jones, Roger Proctor, Andy Tabor, Paul Tett e Karen Wild-Allen, Coherens: A Coupled Hydrodynamics-Ecological model for RegioNals and Shelf seas (PDF), in Management Unit of the Mathematical Models of the North Sea, Belgium, settembre 1999.
- (EN) Ole Secher Madsen, Ying-Keung Poon e Hans C. Graber, Spectral Wave Attenuation by Bottom Friction: Theory, in Coastal Engineering Proceedings, vol. 1, n. 21, 1988,  pp. 492-504, DOI:10.9753/icce.v21.34.
- (FR) Robin D. Pingree, The formation of the Shambles and other banks by tidal stirring of the seas (abstract), in Journal of the Marine Biological Association of the UK, vol. 58, n. 1, febbraio 1978,  pp. 211-226, DOI:10.1017/S0025315400024504.
- (EN) Deborah Rutecki, Eric Nestler, Timothy Dellapenna e Ann Pembroke, Understanding the Habitat Value and Function of Shoal/Ridge/Trough Complexes to Fish and Fisheries on the Atlantic and Gulf of Mexico Outer Continental Shelf (PDF), in BOEM Contract M12PS00031, U.S. Department of the Interior Bureau of Ocean Energy Management, 2014.
- (EN) Richard P. Signell e W.Rockwell Geyer, Transient Eddy Formation Around Headlands, in Journal of Geophysical Research, vol. 96, C2, 15 febbraio 1991,  pp. 2561-2575, DOI:10.1029/90JC02029.